# مولوی عبدالواحد ریگی
مولوی عبدالواحد ریگی از علمای شاخص و پرنفوذ در استان سیستان و بلوچستان و شهرستان خاش بوده و امام جمعه اهل سنت مسجد جامع امام حسین خاش بود.
وی همزمان با آغاز خیزش ۱۴۰۱ ایران در تاریخ پنجشنبه ۱۷ آذر ۱۴۰۱ ربوده و کشته شد.

## ربایش و قتل
به گفته دادستان عمومی و انقلاب استان سیستان و بلوچستان افرادی بعد از ربودن مولوی عبدالواحد ریگی، اقدام به قتل او کردند. جسد وی در یکی از جاده‌های فرعی شهرستان خاش، در حالی که ۳ گلوله به سرش شلیک شده بود، پیدا و شناسایی شد. به گفته منابع وابسته به جمهوری اسلامی ایران این قتل توسط «جریان‌های تجزیه‌طلب بلوچ خارج‌نشین» صورت گرفته است.

### دستگیری عوامل قتل
وزارت اطلاعات ایران روز سه شنبه ۲۲ آذر در اطلاعیه‌ای اعلام کرد سه نفر از عوامل اصلی ترور مولوی عبدالواحد ریگی که قصد فرار از کشور را داشتند، شناسایی و دستگیر شدند.

## خاکسپاری
پیکر مولوی عبدالواحد ریگی با حضور گسترده مردم و برخی مقامات شهرستانی و استانی در خاش تشییع شد و برای خاکسپاری به زادگاهش در روستای نرون در شهرستان تفتان منتقل شد.

## واکنش‌ها
مولانا عبدالحمید، امام جمعه اهل سنت زاهدان، در بیانیه‌ای رسمی نوشت: «مولانا عبدالواحد یکی از علمای دلسوز، خیرخواه، مردمی، و از نیکان و صالحان شهرستان خاش و از دوستان قدیمی بود که علاوه بر امامت جمعه در مسجد امام‌حسین، یک شعبهٔ حفظ موفق را در کنار آن مدیریت می‌کرد. خداوند به عموم مردم منطقه، علمای شهرستان خاش و شاگردان مرحوم مولانا، خصوصاً بازماندگان و خانوادهٔ محترم ایشان اجر و صبر فراوان نصیب فرماید.»
سید علی خامنه‌ای، ابراهیم رئیسی رئیس‌جمهور وقت، رئیس قوه قضائیه، نماینده ولی‌فقیه در سیستان و بلوچستان و امام جمعه زاهدان، امام جمعه اهل سنت اینچه برون نیز در پیامی کشته شدن مولوی عبدالواحد ریگی را تسلیت گفتند و بر تعقیب و شناسایی عوامل قتل تأکید کردند.

## دیدگاه‌ها
به دنبال انتشار فیلم گفت‌وگوی مولوی عبدالواحد ریگی در ۲۳ آبان ۱۴۰۱ در همایش «تحکیم وحدت و همدلی» با هیئت سه‌نفره اعزامی از سوی علی خامنه‌ای به سیستان و بلوچستان، بسیاری از رسانه‌ها به گمانه‌زنی دربارهٔ قتل وی پرداختند. مولوی عبدالواحد ریگی در این گفت‌وگو گفته‌بود: «من در دوران هشت سال دفاع مقدس در خط مقدم جبهه حضور داشتم و ما در طول انقلاب همواره در صحنه بوده‌ایم، از جمله در تمام دوره‌های انتخابات کشور و این افتخار ماست. کسی که از مرز خود دفاع نکند ناموس ندارد. شما بپرسید از مسجد امام حسین که من پیش‌نماز آن هستم حتی یکی نفر هم بعد از نماز جمعه به خیابان نیامد و در آشوب اخیر خاش حضور نداشت. گفتم کسی حق ندارد از مسجد بیرون برود چون می‌دانستیم منافقین بیرون هستند و می‌دانیم چه‌کار می‌کنند. ما مطلع هستیم که منافقین و دشمنان چه نقشه‌ها و طراحی‌هایی دارند. ما غیر از اسلام، نظام اسلامی، ایران و اخوت با شیعه، حرفی نداریم. باید تاریخ را بخوانید تا متوجه شوید ما اهل‌سنت سیستان و بلوچستان با برادران شیعه چه ارتباط نزدیکی داشته‌ایم. من حتی از تهدید شده‌ام اما اینها تأثیری ندارد. ما شما برادران تشیع را به‌خاطر خدا دوست داریم وگرنه چیزی از شما نگرفته‌ایم که بگویند این دوستی به‌خاطر دنیاست. ما این مملکت را دوست داریم، رهبری دوست ما هستند. این مملکت بعد از این نظام اسلامی به درد ما، به درد دین و اسلام و حتی به درد ناموس مسلمین نمی‌خورد.»